# Saint-Règle
Saint-Règle är en kommun i departementet Indre-et-Loire i regionen Centre-Val de Loire i de centrala delarna av Frankrike. Kommunen ligger i kantonen Amboise som tillhör arrondissementet Tours. År 2022 hade Saint-Règle 626 invånare.

## Befolkningsutveckling
Antalet invånare i kommunen Saint-Règle
Referens:INSEE